# Pensé

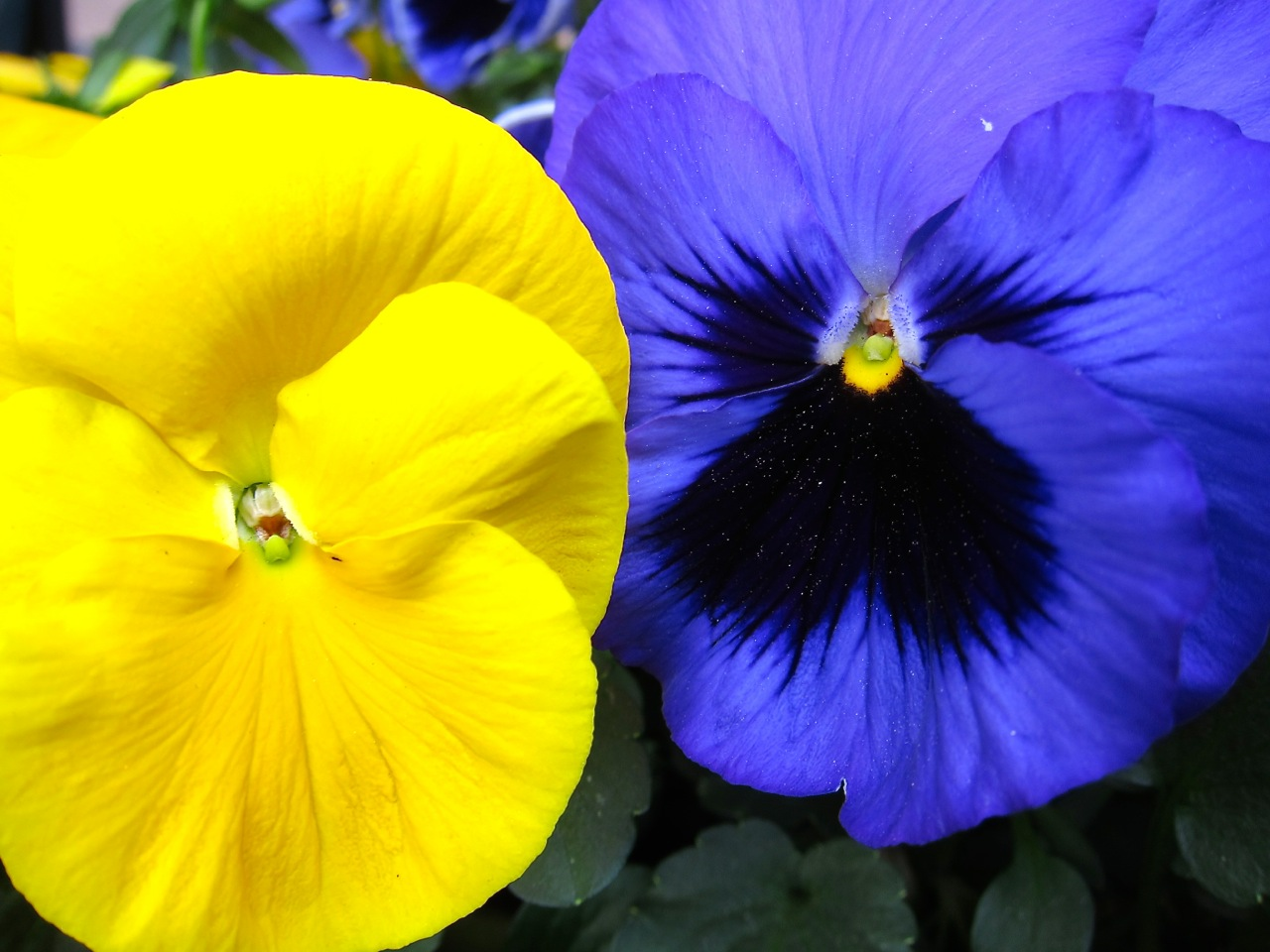
Trädgårdspenséer.

Pensé (Viola ×wittrockiana) är en odlad sommarblomma. Den är ursprungligen en hybrid mellan olika arter ur Viola-släktet, främst styvmorsviol och storblommiga violarter. Pensé är en violväxtart som beskrevs av Helmut Gams, Nauenb. och Buttler och ingår i släktet violer inom familjen violväxter.
Penséer finns i en massa färger, såsom vit, gul, orange, röd, violett och purpur på gränsen till svart. Den har visst motstånd mot frost.
Pensén är en populär trädgårdsblomma, och en av de vanligaste i Sverige. 

## Symbolik
Penséer har sedan 1800-talet använts som en symbol för den fria tanken av humanistiska och fritankes- (eng: freethought) organisationer. Detta eftersom den tycks ha utseendet av ett människoansikte. Blommans namn härstammar från det franska språkets pensée ([pɑ̃se], 'tanke').